# مامادو سار
مامادو سار (من مواليد 29 أغسطس 2005) هو لاعب كرة قدم فرنسي محترف يلعب كقلب دفاع لنادي ليون. وهو نجل اللاعب الدولي السنغالي السابق بابي سار.

## حياته
ولد مامادو في مارتيج حين كان والده يلعب لفريق إيستر. قضى مامادو معظم طفولته في نورد با دو كاليه، حيث كان يرافق والده الذي قضى جزءًا كبيرًا من حياته المهنية في نادي لانس.

## مسيرته الرياضية

### المسيرة في النادي
بدأ سار مسيرته الكروية في نادي النجم الرياضي سان لوران بلانجي، قبل أن ينضم إلى نادي لينس، حيث يلعب والده. ثم انتقل سار إلى ليون في عام 2018.
خلال موسم 2021-22، عندما كان عمره 16 عامًا فقط، أثبت نفسه كلاعب أساسي مع فريق الرون تحت 19 عامًا. ولعب دورًا مهمًا في فوز ليون بكأس جامبارديلا إلى جانب لاعبين مثل هوجو فوجل ومحمد العروش. وسجل في ربع النهائي ضد ستراسبورغ، ثم في نصف النهائي ضد تروا.

### المسيرة في المنتخب
تم اختياره مع السنغال، لكن مامادو اختار منتخب فرنسا لأول اختيار لفريق الشباب، حتى أنه استعاد شارة الكابتن في عدة مناسبات وعمره أقل من 17 عامًا. في أبريل 2022، تم اختياره مع المنتخب الفرنسي ليورو 2022 تحت 17 سنة التي تنظم في إسرائيل. بدأ في هذه المسابقة القارية، حيث تأهلت فرنسا للنهائي بعد ركلات الترجيح ضد البرتغال، بعد التعادل 2-2 في نهاية الوقت التنظيمي,.

## أسلوب اللعب
تدرب سار كمدافع مركزي، كما لعب أحيانًا كلاعب خط وسط دفاعي خلال شبابه في ديسين

## روابط خارجية
- مامادو سار على موقع قاعدة بيانات كرة القدم.إي يو (الإنجليزية)
- مامادو سار على موقع ليكيب (الفرنسية)
- مامادو سار على موقع Soccerway.com (الإنجليزية)